# Alexey Dodsworth
Alexey Dodsworth, nome completo Alexey Dodsworth Magnavita de Carvalho (Salvador, 8 de novembro de 1971), é um escritor e roteirista brasileiro de histórias em quadrinhos de ficção científica e fantasia, filósofo e acadêmico dedicado a pesquisas sobre futurismo e transumanismo.

## Biografia
Nascido em Salvador, em 1971, Alexey graduou-se em filosofia e doutorou-se em regime de dupla titulação pela Universidade Ca’ Foscari de Veneza e pela Universidade de São Paulo. É também mestre em ensino de Astronomia pela USP, com foco em educação científica, tendo tido sua dissertação premiada pelo Instituto de Astronomia, Geofísica e Ciências Atmosféricas. Em 2015, foi assessor especial no Ministério da Educação, durante a gestão do então ministro Renato Janine Ribeiro. É pesquisador associado ao departamento de Filosofia e Bens Culturais da Universidade Ca’ Foscari de Veneza e membro do comitê deliberativo do Instituto de Estudos Avançados e Convergentes da UNIFESP. Alexey Dodsworth é também autor de livros e roteiros nos gêneros ficção científica e fantasia.
Em 2012, integrou o elenco do reality show educativo Amazônia, transmitido pela TV Record. Alçado à condição de finalista, foi eliminado em um final rumoroso em decorrência da constatação documentada de que havia empatado com o então vencedor, Tarso Marques. Após litígio judicial, a Record foi condenada a indenizar Dodsworth em R$ 150.000,00.

## Tese filosófica
Alinhado ao pensamento transumanista, Dodsworth defende que a expansão cósmica humana é um imperativo ético a ser urgentemente perseguido, de modo a aumentar as chances de sobrevivência da espécie. Alinha-se à hipótese da existência de universos múltiplos defendida por David Deutsch. Em linhas gerais, Dodsworth defende a aproximação entre a ficção científica e a filosofia, antevendo a possibilidade do reconhecimento de entes artificiais como pessoas de fato e de direito, e alertando para os dilemas éticos que a tecnologia cria, mas que a ética não consegue acompanhar, como, por exemplo, a possibilidade de uma existência humana virtualmente imortal.

## Carreira literária
Dodsworth estreou na literatura em 2014, com seu romance Dezoito de Escorpião, vencedor em 2015 do Prêmio Argos de literatura fantástica na categoria melhor romance de ficção científica publicado originalmente em português. Em 2017, recebeu novamente o mesmo prêmio, desta vez por O Esplendor.
Em 2018, foi finalista do Prêmio Nascente na categoria texto, concedido pela Universidade de São Paulo, por seu conto de ficção científica intitulado Dominante.
Em 2018 e 2019, participou como roteirista das coletâneas de quadrinhos Demônios da Goetia e Delirium Tremens de Edgar Allan Poe, obras organizadas por Raphael Fernandes e que foram finalistas do Troféu HQ Mix.
Em 2020, foi finalista do Prêmio Le Blanc na categoria história em quadrinhos nacional publicada por editora por A Máscara da Morte Branca, que conta a história da judia portuguesa Branca Dias, com arte de Isaque Sagara. Esse mesmo romance gráfico recebeu também a menção honrosa do III Prêmio ABERST. Ainda em 2020, também no III Prêmio ABERST, a coletânea Sangue no Olho foi uma das finalistas na categoria melhor história em quadrinhos de suspense, policial ou terror.
Foi um dos selecionados do Programa de Ação Cultural em 2020 na categoria "histórias em quadrinhos", graças à obra de ficção científica Saros 136, resultado da parceria entre Dodsworth e o artista Ioannis Fiore.
Em 2021, é mais uma vez finalista Prêmio Argos, desta vez na categoria melhor conto por Pensem nas crianças mudas, telepáticas, que faz parte da coletânea Violetas, Unicórnios e Rinocerontes, da Editora Patuá.
Em 2022, seu romance gráfico Saros 136 se torna finalista em três diferentes premiações: o 34º Troféu HQ Mix (indicado nas categorias melhor roteirista revelação e melhor publicação juvenil), o Prêmio LeBlanc e o Prêmio Odisseia de Literatura Fantástica, vencendo este último na categoria quadrinhos fantásticos. Ainda em 2022, Dodsworth retorna com seu novo romance gráfico Paradoxo de Theséus para a Coleção Dragão Mecânico da Editora Draco, obra que se torna uma das três finalistas do Prêmio Odisseia de Literatura Fantástica em 2023. E, em sua nova HQ Inferno, leva Dante de volta 700 anos depois de A Divina Comédia. Em 2023, Inferno se torna a primeira história em quadrinhos finalista e a receber menção honrosa do Prêmio Nascente, oferecido pela Universidade de São Paulo.
Em 2023, em parceria com a escritora Cristina Lasaitis, lança As Confissões da Bahia em Quadrinhos, romance gráfico que traduz para os quadrinhos os documentos reais da Inquisição de Lisboa, por ocasião da intervenção do Santo Ofício na Bahia. O romance conta com múltiplos ilustradores, a exemplo da pernambucana Roberta Cirne. Em 2024, o romance gráfico As Confissões da Bahia em Quadrinhos é indicado a múltiplos prêmios temáticos, a exemplo do 36.º Troféu HQ Mix em quatro categorias e se torna finalista também no Prêmio Odisseia de Literatura Fantástica e no Prêmio Aberst de Literatura (Prêmio Catacumba), além de ter sido indicado ao 40.º Prêmio Angelo Agostini. Dentre todas as indicações, "As Confissões da Bahia em Quadrinhos" vence em duas: Prêmio Odisseia, na categoria "quadrinhos fantásticos", e Troféu HQMIX, na categoria "melhor projeto editorial".
Também em 2024, Dodsworth se torna finalista do Prêmio Odisseia de Literatura Fantástica pelo artigo acadêmico "A interpretação dos muitos mundos da mecânica quântica na ficção científica", baseado na obra do físico Hugh Everett III e publicado originalmente na Revista Poiesis, da Universidade Federal Fluminense.
Ainda em 2024, Dodsworth tem sua dissertação de mestrado em ensino de Astronomia escolhida como a melhor de 2023, após deliberação do corpo docente do Instituto de Astronomia, Geofísica e Ciências Atmosféricas da Universidade de São Paulo.

## Obras
Ficção
- Dezoito de Escorpião (Romance – Editora Draco: 2015)
- O Esplendor (Romance – Editora Draco: 2016)
- Extemporâneo (Romance – Editora Presságio: 2017)
- Amor em Antares (Conto – Coletânea Cyberpunk. Editora Draco: 2019)
- Pensem nas crianças mudas, telepáticas (Conto – Coletânea Violetas, Unicórnios e Rinocerontes. Editora Patuá: 2020)
- Paradoxo de Theséus (Romance – Editora Draco: 2022)
- Fim dos Tempos (Conto - Coletânea Mundos Paralelos: Ficção Científica. Editora Globo: 2023)
- Presente de Grego (Conto - Coletânea 2057. Editora Verter: 2024)
- Pulsão da Morte (Conto - Coletânea Além do Véu da Verdade - Uma Antologia Space Opera. Independente: 2024)

Histórias em Quadrinhos
- YHVH (Conto integrante da coletânea Demônios da Goetia em Quadrinhos. Editora Draco: 2017)
- Murder (Conto integrante da coletânea Delirium Tremens de Edgar Allan Poe. Editora Draco: 2018)
- Deus é Grande (Conto integrante da coletânea Sangue no Olho. Editora Draco: 2019)
- A Máscara da Morte Branca (Editora Draco: 2019)
- Alandros de Hiroshima (Conto integrante da coletânea Arquivos Secretos da Segunda Guerra Mundial. Editora Draco: 2020)
- Saros 136 (Editora Draco: 2021)
- Inferno (Editora Draco: 2022)
- As Confissões da Bahia em Quadrinhos - publicação independente em parceria com Cristina Lasaitis (2023)

Não-Ficção
- Os Seis Caminhos do Amor (Editora Verus: 2012)
- O Argumento Cosmológico e o Design Inteligente na Obra de David Hume (Capítulo em: Crença e Evidência. Organizado por Clarissa de Franco e Rodrigo Petrônio. UNISINOS: 2014)
- [R]Existência Responsável (Capítulo em: Ninguém Solta a Mão de Ninguém. Organizado por Tainã Bispo. Clarabóia: 2019)

Em italiano
- Oltre l’antropocentrismo: L’allargamento del concetto di valore intrinseco nell’ambito giuridico sudamericano (Capítulo em: Crisi e Trasformazioni - Filosofie e Processi Storico-Sociali. Organizado por Alessio Collacchi e Leonardo Fiorespino. Università Tor Vergata di Roma: 2020)[56]

Em inglês
- Hugh Everett’s Many-Worlds Interpretation of Quantum Mechanics in Science Fiction (Capítulo em: Passages through Enclosures and the Spacetime Continuum in English and American Science Fiction. Organizado por Iren Boyarkina. Cambridge Scholars: 2022)[57]
- Transhumanism and the Ethics of Terraforming (Capítulo em: Rendezvous with Arthur C. Clarke. Organizado por Andrew M. Butler e Paul March-Russel. Gylphi: 2022)[58]

## Prêmios e indicações
| Ano  | Obra                                                                                   | Prêmio                                                                                          | Categoria                                                | Resultado                    |
| ---- | -------------------------------------------------------------------------------------- | ----------------------------------------------------------------------------------------------- | -------------------------------------------------------- | ---------------------------- |
| 2015 | Dezoito de Escorpião                                                                   | Prêmio Argos                                                                                    | Melhor romance de ficção científica                      | Venceu                       |
| 2017 | O Esplendor                                                                            | Prêmio Argos                                                                                    | Melhor romance de ficção científica                      | Venceu                       |
| 2018 | Dominante                                                                              | Prêmio Nascente                                                                                 | Melhor texto (conto)                                     | Finalista / Menção honrosa   |
| 2020 | A Máscara da Morte Branca                                                              | Prêmio LeBlanc                                                                                  | Melhor HQ publicada por editora                          | Indicado                     |
| 2020 | A Máscara da Morte Branca                                                              | Prêmio Aberst de Literatura                                                                     | Melhor HQ                                                | Finalista / Menção honrosa   |
| 2021 | Pensem nas crianças mudas, telepáticas                                                 | Prêmio Argos                                                                                    | Melhor conto de ficção científica                        | Finalista                    |
| 2022 | SAROS 136                                                                              | 34º Troféu HQ Mix                                                                               | Melhor roteirista revelação                              | Indicado                     |
| 2022 | SAROS 136                                                                              | 34º Troféu HQ Mix                                                                               | Melhor publicação juvenil                                | Indicado                     |
| 2022 | SAROS 136                                                                              | Prêmio LeBlanc                                                                                  | Melhor HQ publicada por editora                          | Indicado                     |
| 2022 | SAROS 136                                                                              | Prêmio Odisseia                                                                                 | Melhor história em quadrinhos                            | Venceu                       |
| 2023 | Paradoxo de Theséus                                                                    | Prêmio Odisseia                                                                                 | Melhor romance de ficção científica                      | Finalista                    |
| 2023 | Paradoxo de Theséus                                                                    | Prêmio Argos                                                                                    | Melhor romance de ficção científica                      | Finalista                    |
| 2023 | Inferno                                                                                | Prêmio Nascente                                                                                 | Melhor texto (história em quadrinhos)                    | Finalista / Menção honrosa   |
| 2024 | A interpretação dos muitos mundos da mecânica quântica na ficção científica            | Prêmio Odisseia                                                                                 | Melhor artigo acadêmico                                  | Finalista                    |
| 2024 | As Confissões da Bahia em Quadrinhos                                                   | Prêmio Aberst de Literatura                                                                     | Melhor história em quadrinhos                            | Finalista / Selo de Destaque |
| 2024 | As Confissões da Bahia em Quadrinhos                                                   | Prêmio Angelo Agostini                                                                          | Prêmio Angelo Agostini de melhor lançamento independente | Indicado                     |
| 2024 | As Confissões da Bahia em Quadrinhos                                                   | Prêmio Odisseia                                                                                 | Melhor história em quadrinhos                            | Venceu                       |
| 2024 | As Confissões da Bahia em Quadrinhos                                                   | 36.º Troféu HQ Mix                                                                              | Melhor publicação independente de grupo                  | Indicado                     |
| 2024 | As Confissões da Bahia em Quadrinhos                                                   | 36.º Troféu HQ Mix                                                                              | Melhor publicação de humor                               | Indicado                     |
| 2024 | As Confissões da Bahia em Quadrinhos                                                   | 36.º Troféu HQ Mix                                                                              | Melhor publicação MIX                                    | Indicado                     |
| 2024 | As Confissões da Bahia em Quadrinhos                                                   | 36.º Troféu HQ Mix                                                                              | Melhor projeto editorial                                 | Venceu                       |
| 2024 | Poética Cósmica: A Ficção Científica como Recurso Paradidático no Ensino de Astronomia | Prêmio do Instituto de Astronomia, Geofísica e Ciências Atmosférias - Universidade de São Paulo | Melhor dissertação de mestrado                           | Venceu                       |